# Evartti
Evartti, född 13 juni 2011, i Finland, är ett finskt kallblod. Han tränas av Antti Ojanperä och körs av Santtu Raitala.
Han började tävla 2015 och inledde med en andraplats för att sedan ta första segern i femte starten. Han har hittills sprungit in 1 miljon euro på 117 starter varav 51 segrar, 31 andraplatser och 11 tredjeplatser. Han har tagit karriärens hittills största seger i Elitkampen (2023).
Han har även segrat i Suur-Hollola-Ajo (2020, 2023), Suurmestaruus Ajo (2020, 2023), Nordiskt Mästerskap (2022), Nordic King (2022, 2024) och på andraplats i Keskisuomalainen Derby (2016), Nordiskt Mästerskap (2021), Suur-Hollola-Ajo (2022), Suurmestaruus Ajo (2021), Nordic King (2023), Elitkampen (2024) och på tredjeplats i Suurmestaruus Ajo (2022).

## Statistik
| Statistik för Evartti (Ref.) | Statistik för Evartti (Ref.) | Statistik för Evartti (Ref.) | Statistik för Evartti (Ref.) | Statistik för Evartti (Ref.) | Statistik för Evartti (Ref.) |
| ---------------------------- | ---------------------------- | ---------------------------- | ---------------------------- | ---------------------------- | ---------------------------- |
| Starter                      | Placeringar                  | Startprissumma               | Segerprocent                 | Platsprocent                 | Rekord                       |
| 117                          | 51-31-11                     | 1 076 645 euro               | 44 %                         | 79 %                         | 1.18,4ak,                    |

### Större segrar
| År   | Lopp             | Kusk           | Vinstbelopp   | Grupp   |
| ---- | ---------------- | -------------- | ------------- | ------- |
| 2020 | Suur-Hollola-Ajo | Santtu Raitala | 38 000 EUR    | Grupp 2 |
| 2022 | Nordic King      | Santtu Raitala | 50 000 EUR    | Grupp 1 |
| 2023 | Elitkampen       | Santtu Raitala | 1 000 000 SEK | Grupp 1 |
| 2023 | Suur-Hollola-Ajo | Santtu Raitala | 38 000 EUR    | Grupp 2 |
| 2024 | Nordic King      | Santtu Raitala | 50 000 EUR    | Grupp 1 |